# 乌凯
乌凯（Ukai），是印度古吉拉特邦Surat县的一个城镇。总人口10858（2001年）。

## 人口
该地2001年总人口10858人，其中男性5829人，女性5029人；0—6岁人口1072人，其中男558人，女514人；识字率76.13%，其中男性为83.87%，女性为67.15%。